# Hotel Transylvania: Transformanía
Hotel Transylvania: Transformanía (en inglés: Hotel Transylvania: Transformania y también conocido como Hotel Transylvania 4) es una película estadounidense de comedia de monstruos animada por computadora producida por Sony Pictures Animation. es la cuarta entrega de la franquicia Hotel Transylvania y la secuela de Hotel Transylvania 3: Summer Vacation (2018), está dirigida por Jennifer Kluska y Derek Drymon a partir de un guion de Amos Vernon, Nunzio Randazzo y Genndy Tartakovsky (quien dirigió las tres películas anteriores y coescribió la tercera película), y protagoniza las voces de Brian Hull (reemplazando a Adam Sandler), Andy Samberg, Selena Gomez (quien también se desempeñó como productora ejecutiva junto a Tartakovsky), Kathryn Hahn, Steve Buscemi, David Spade, Keegan-Michael Key, Asher Blinkoff, Brad Abrell (en reemplazo de Kevin James),Fran Drescher, Jim Gaffigan, Molly Shannon, y Keith David.
Originalmente planeada para estrenarse en cines en los Estados Unidos el 1 de octubre de 2021 por Sony Pictures Releasing, bajo su sello Columbia Pictures, Sony vendió los derechos de la película a Amazon Studios, siendo estrenada mundialmente en Amazon Prime Video el 14 de enero de 2022, excluyendo China, donde Sony mantendrá un estreno en cines. Y Su Próxima Película Hotel Transylvania 5 Está En Desarrollo

## Argumento
Durante la celebración del 125 aniversario del Hotel Transylvania, Mavis escucha los planes de Drácula de jubilarse y dejar el hotel a Johnny y a ella. Ella le dice a Johnny, quien emocionado le cuenta a Drácula sus planes para renovar el hotel. Drácula, preocupado de que Johnny arruine el hotel, le miente diciendo que existe una ley de bienes raíces que solo permite que los monstruos sean dueños del hotel, lo que decepciona a Johnny.
Abraham Van Helsing decide ayudar a Johnny a solucionar este inconveniente, usando un báculo que lanza un rayo que permite convertir a las personas en monstruos y viceversa; después de probarlo en su conejillo de indias Gigi, lo usa en Johnny, quien se convierte en un monstruo parecido a un dragón. Drac, al enterarse del aspecto monstruoso de Johnny, no va a permitir que su hotel quede destruido, por lo que toma el báculo y persigue al nuevo monstruo por todo el recinto, intentando devolverlo a la normalidad, pero accidentalmente es alcanzado por un rayo que lo convierte en humano y rompe el báculo. Entonces, Van Helsing les dice a los afectados que aún pueden volver a la normalidad obteniendo un nuevo cristal que se encuentra en una cueva en Sudamérica, por lo que Drac y Johnny se ponen en marcha para hacerlo. Los amigos de Drac, Frank, Wayne, Griffin y Murray terminan convirtiéndose en humanos como resultado de beber de una fuente que ha estado contaminada por el rayo mientras Drac perseguía a Johnny antes. Aunque los cuatro intentan pasar inadvertidos por el hotel y esconderse, terminan siendo descubiertos por Wanda, Eunice, Mavis y Ericka, provocando en ellas diversas reacciones ante tan inesperado suceso. De repente, al enterarse del estado actual de Drac y de Johnny, y la reacción que generan en las noticias, Ericka intuye que su bisabuelo Van Helsing tuvo algo que ver con todo esto, por lo que ella y Mavis se dirigen rápidamente a encararlo, pero él les advierte sobre los efectos secundarios del rayo, ya que las personas que se convierten en monstruos se vuelven más y más hostiles conforme transcurre el tiempo. Con esto en mente, Mavis, Van Helsing, Ericka y el resto de la pandilla se dirigen rumbo a Sudamérica, para encontrar a Drac y a Johnny.
Mientras viajan por la jungla sudamericana, Drac y Johnny comienzan a vincularse y justo cuando Drac está a punto de confesar que mintió sobre la monstruosa ley de bienes raíces, el resto del grupo los encuentra. Las cosas se ponen feas cuando Drac admite su engaño con respecto a pasar el hotel a Mavis y Johnny, lo que lleva a Johnny molesto a creer que Drac no lo considera familia y se escapa. Mavis va a buscar a Johnny mientras Drac y el resto de la pandilla van a buscar el cristal. Mavis encuentra a Johnny, pero la transformación lo ha vuelto muy volátil; ella lo lleva a la cueva donde finalmente encuentran el cristal. Cuando Mavis intenta que Johnny vuelva a la normalidad, no pasa nada. Desesperado, Drac se deja capturar por Johnny y toma una tangente arrepentida sobre lo equivocado que estaba con Johnny y cómo debería ver lo mejor en él. Esto hace que Johnny recupere sus sentidos y lo devuelve a la normalidad.
Con Drac y sus amigos vueltos a la normalidad, viajan de regreso a casa, sólo para descubrir que Gigi ha destruido el hotel. Después de devolver a Gigi a la normalidad, Drac lamenta su pérdida, pero pronto decide dejar que Mavis y Johnny reconstruyan a su gusto. Un año después, Mavis y Johnny consiguen inaugurar el Hotel Transylvania reconstruido, aunque con unos ligeros cambios en el interior que dejan muy sorprendidos a Drac y a los demás.

## Reparto
| - Brian Hull como Drácula: El dueño y gerente del Hotel Transilvania, padre de Mavis, abuelo de Dennis y esposo de Ericka. Hull reemplaza a Adam Sandler, quien interpretó al personaje en las películas anteriores. - Andy Samberg como Jonathan "Johnny" Loughran: Esposo de Mavis, y padre de Dennis. - Selena Gomez como Mavis: Esposa de Jonathan, hija de Dracula y madre de Dennis. Gomez también fue productora ejecutiva junto a Tartakovsky para esta película. - Victoria Gomez interpreta a una versión joven de Mavis. - Kathryn Hahn como Ericka Van Helsing: Esposa de Drácula y bisnieta de Abraham Van Helsing. - Jim Gaffigan como el Profesor Abraham Van Helsing: Un ex-cazador de monstruos y bisabuelo de Ericka. - Steve Buscemi como Wayne: Un hombre lobo, y esposo de Wanda. - Molly Shannon como Wanda: Una mujer lobo, y esposa de Wayne. - David Spade como Griffin: Un hombre invisible. - Keegan-Michael Key como Murray: Una momia antigua. - Fran Drescher como Eunice: Esposa de Frankenstein. - Brad Abrell como Frank "Frankenstein": Esposo de Eunice. Abrell reemplaza a Kevin James, quien interpretó al personaje en las películas anteriores. | - Asher Blinkoff como Dennis “Dennisovich": Hijo dhampiro de Jonathan y Mavis, y nieto de Drácula. - Zoe Berri como Winnie: Una mujer lobo, quien es hija de Wayne y Wanda. Berri reemplaza a a Sadie Sandler, quien interpretó al personaje en las películas anteriores. - Asher Bishop como Wesley: Un hombre lobo, quien es hijo de Wayne y Wanda, y hermano de Winnie. - Richard Tyler Blevins como Party Monster. - Genndy Tartakovsky como Blobby: Un monstruo gelatinoso verde. Blobby está basado en el Monstruo de la película The Blob. - Victoria Gomez como Wilma: Una mujer lobo, quien es hija de Wayne y Wanda, y hermana de Winnie y Wesley. - Jennifer Kluska como Wendy: Una mujer lobo, quien es hija de Wayne y Wanda, y hermana de Winnie, Wesley y Wilma. - Derek Drymon como un zombi convertido en humano, por un breve momento. |

## Producción
En febrero de 2019, Sony Pictures Animation y Perfect World Pictures anunció que se estaba desarrollando una cuarta película. En octubre de 2019, Genndy Tartakovsky confirmó que no dirigiría la película.  En septiembre de 2020, se confirmó que Jennifer Kluska y Derek Drymon, un artista del guion gráfico de las dos primeras secuelas de Hotel Transylvania y un exmiembro del equipo de La vida moderna de Rocko, Bob Esponja y Hora de aventura, respectivamente, eran los directores de la película, mientras que Tartakovsky escribiría la guion y se desempeña como productora ejecutiva junto a Selena Gomez, quien da voz a Mavis en la serie. La producción se llevó a cabo de forma remota durante la pandemia de COVID-19. 
En abril de 2021, se reveló que el título de la película era Hotel Transylvania: Transformania y se confirmó que sería la última película de la franquicia.  Ese mismo mes, Sony confirmó que Adam Sandler no volvería a interpretar a Drácula. El papel le fue otorgado a Brian Hull después de dar voz al personaje en el cortometraje Monster Pets, mientras que Kathryn Hahn, Steve Buscemi, David Spade y Keegan-Michael Key fueron confirmados para repetir sus papeles.

## Estreno
Hotel Transylvania: Transformania está programado para ser estrenado en cines en los Estados Unidos el 1 de octubre de 2021 por Sony Pictures Releasing. En febrero de 2019, la película estaba programada para estrenarse el 22 de diciembre de 2021. En abril de 2020, la película se adelantó hasta el 6 de agosto de 2021. Esto a causa de la Pandemia de COVID-19. En abril de 2021, la película se reprogramó nuevamente al 23 de julio de 2021. En junio de 2021, la película se atrasó hasta el 1 de octubre de 2021. En octubre de 2021, la película se atrasó hasta el 25 de diciembre de 2021. En el mismo año, Amazon estableció como fecha de lanzamiento el 14 de enero de 2022.